# 1269
| 1269               |
| ------------------ |
| Dødsfald - Fødsler |
|                    |

| Gregoriansk kalender | 1269 MCCLXIX            |
| Ab urbe condita      | 2022                    |
| Armensk kalender     | 718 ԹՎ ՉԺԸ              |
| Kinesiske kalender   | 3965 – 3966 戊辰 – 己巳 |
| Etiopisk kalender    | 1261 – 1262             |
| Jødisk kalender      | 5029 – 5030             |
| Hindukalendere       |                         |
| - Vikram Samvat      | 1324 – 1325             |
| - Shaka Samvat       | 1191 – 1192             |
| - Kali Yuga          | 4370 – 4371             |
| Iransk kalender      | 647 – 648               |
| Islamisk kalender    | 667 – 668               |

Konge i Danmark: Erik Klipping 1259-1286
Se også 1269 (tal)

## Født
- 18. juni – Eleanor af England, grevinde af Bar (død 1298)
- ukendt dato
  - Philip af Artois, Lord af Conches, Nonancourt og Domfront
  - Huang Gongwang, kinesisk maler (død 1354)

## Dødsfald
- September – Idris 2., Almohad Caliph
- October 27 – Ulrich 3., hertug af Carinthia (født ca. 1220)
- ukendt dato
  - Guigues 7. af Viennois, dauphin af Vienne (født 1225)
  - Constance af Aragon, Lady af Villena, Aragonese princess (født 1239)
  - Oberto Pallavicino, Italiensk adelsmand og militær kommandør (født 1197)
  - Vilain 1. af Aulnay, Marskal af Rumænien og Baron af Arcadia